# Hotel Park
L'Hotel Park és un edifici del barri de la Ribera de Barcelona, catalogat com a Bé Cultural d'Interès Local.

## Història
Va ser projectat per l'arquitecte Antoni de Moragas i Gallissà i construït entre 1950 i 1953. El 1990, fou reformat sota la direcció del seu fill Antoni de Moragas i Spa i Irene Sánchez. La descomposició de la façana en diversos plànols, la visualització d'elements estructurals i la utilització de textures i materials propis d'aquest moment fan d'aquest edifici un dels més emblemàtics de l'arquitectura dels anys 1950 a la ciutat.

## Descripció
Es tracta d'un edifici aïllat, construït sobre una parcel·la estreta i llarga, afrontat a l'estació de França. Dissenyat des del seu inici com un hotel, compta amb una planta baixa on hi ha la recepció i algunes estructures de serveis. Per sobre, un entresòl i fins a cinc plantes pis, destinades majoritàriament a habitacions.
La façana principal, que mena a l'avinguda Marquès d'Argentera, és de llarg el tram més estret de l'edifici. Tot i així, tot el protagonisme d'aquest immoble rau en aquest tram. A l'accés hi destaquen els vitralls sòlids que substitueixen els murs. L'entresòl, completament format per finestres de vidre, d'aspecte molt lleuger, donen lluminositat a un espai comunal de l'hotel. Les plantes pis, amb una estructuració homogènia i pràcticament bessona, estan articulades a partir d'un eix diferent, amb un mòdul que sobresurt de la línia marcada per les plantes baixes. Totes aquestes plantes compten amb una balconada que cobreix tota l'extensió de la balconada, amb dues habitacions per planta. És ressenyable, que en totes elles es fan visibles elements macroestructurals com els pilars i bigues de formigó.
Les altres façanes tenen menys elements destacables, amb formes rectilínies i pocs elements sortints. Destaquen en aquest sentit una línia d'obertures amb balcó amb volum molt extern. Cap al darrere de l'immoble, les grans cristalleres de l'entresòl tornen a posar-se de manifest.